# Djarum
PT Djarumは、インドネシアで第4位の規模を誇るタバコ会社で、中部ジャワ州クドゥスに本社を置くコングロマリット企業である。PT DjarumはDjarum Groupの親会社であり、多くの事業を傘下に置いている。これらの事業は、創業者であるOei Wie Gwan（黄繡元）を初代とするHartono家によって運営されており、タバコ（クレテック）事業以外にも、Djarum Groupは以下のような事業を展開している：銀行業（BCA）、電子機器（Polytron）、農園業（HPI AGRO）、音楽事業（88risingのライセンス）、宿泊施設（Padma Hotels and Resorts）、ショッピングモール（Grand Indonesia、Margo City）、小売業（Supra Boga Lestari）、マーケットプレイス（Blibli）、観光業（tiket.com）、通信メディア（Mola）、食品・飲料（Savoria、Global Dairi Alami、Sumber Kopi Prima）などである。最近では、Como 1907、Ranch Market、5 Days Croissantの株式も取得している。

## 歴史

### N.V.Murup および PT Djarum の株式取得
1951年、インドネシア系中国人実業家の Oei Wie Gwan（黄繡元）は、 中央ジャワ州クドゥスで経営不振に陥っていたタバコ会社N.V. Murupを買収した。 この会社は「Djarum Gramofon」というブランドを持っていたが、 Oeiはそのブランド名を「Djarum」に短縮した。